# Conca de Dalt
Conca de Dalt là một đô thị trong tỉnh Lleida, cộng đồng tự trị Cataluña Tây Ban Nha. Đô thị Conca de Dalt có diện tích là 116,26 ki-lô-mét vuông, dân số năm 2009 là 407 người với mật độ 3,5 người/km². Đô thị Conca de Dalt có cự ly km so với tỉnh lỵ Lleida.